# エマ・シェーベルイ
エマ・シェーベルイ・ヴィークルンド（Emma Sjöberg Wiklund、1968年9月13日 - ）は、スウェーデン・ストックホルム出身のモデル、女優。身長は177cmで、目は青く、髪はブロンドである。

## 来歴
ストックホルムにて生まれ、ヒュースクヴァーナにて育った。
モデルとしてティエリ・ミュグレ、クリスチャン・ラクロワ、ランバンなどのもとでコレクションに出演した経歴を持つ。このモデル活動は、2000年に終了した。
また、ジョージ・マイケルの「トゥー・ファンキー」（Too Funky）のプロモーションビデオにリンダ・エヴァンジェリスタと共に出演したこともある。
1995年から女優としてのキャリアを積み、1998年からフランス映画『TAXiシリーズ』に出演しており、今ではフランスの人気女優の一人となっている。地元のスウェーデンでは数々のテレビ番組に出演している。
2003年にジャーナリストであるHans Wiklundと結婚したものの、2016年に離婚した。また、子どもが2人いる。